# Typhlops veddae
Typhlops veddae este o specie de șerpi din genul Typhlops, familia Typhlopidae, descrisă de Taylor 1947. Conform Catalogue of Life specia Typhlops veddae nu are subspecii cunoscute.